# Rokytovec
Rokytovec je obec v okrese Mladá Boleslav ve Středočeském kraji. Rozkládá se asi pět kilometrů západně od Mladé Boleslavi. Žije zde 183 obyvatel.

## Historie
První písemná zmínka o obci pochází z roku 1322, kdy se připomíná vladyka Milota z Rokytovce. Ves však byla dlouhá léta rozdělena na jednotlivé statky. V roce 1364 se uvádí Bedřich Cetenský z Cetně jako pán na Rokytovci. Část patřila i potomkům Milotovým Mikuláši a Milotovi, faráři Rožďalovickému, kteří drželi v roce 1368 ves Brodce. V roce 1382 je zde připomínáno úmrtí bratrů Zdeňka, Řikonise a Paška z Rokytovce. Osudy obce jsou více než sto let neznámé, statky rokytovské se stávaly různě součástmi statků okolních. Kolem roku 1500 byl Rokytovec koupen spolu s jinými statky Václavem Klusákem z Kostelce a připojen ke statku Velké Horky. Po jeho smrti v roce 1548 si rozdělili statky synové.
Rokytovec připadl Oldřichovi. Roku 1556 syn Oldřicha Klusáka Albrecht Rokytovec prodal Václavu Prockovi z Cetně, který zde vystavěl tvrz. Ten statek roku 1573 prodal Markétě Vančurové z Řehnic, která se provdala za Kaplíře ze Sulevic. Jeho bratr Vojtěch pak prodal roku 1599 Rokytovec Mikuláši z Gerstorfu a Malšvic. Ten Rokytovec opět připojil ke statku Velké Horky. Byly mu však veškeré statky jako účastníkovi stavovských bouří po roce 1620 zkonfiskovány. Tvrz poté ztratila svůj význam a patrně jako zchátralá byla zbořena či přestavěna na sýpku. V roce 1621 koupil statek Velké Horky, jehož součástí byl i Rokytovec, Jiří Benedikt Benyk z Petersdorfu. V roce 1644 zdědila statky dcera jeho Anna Marie. Dle zápisů z matriky fary strenické (Strenice 01) se připomínají od roku 1640 gruntovníci rokytovští Bláha, Daněk, Kučera, Kvapil, Matouš, Novotný, Semián, Štekr, a Vávra. V roce 1662 přibyli Bulíček, Červenka, Čistý, Kvapil, Rezek, Váňa a Adam Váňa, který byl v roce 1664 rychtářem rokytovským. V tomto roce žilo v Rokytovci 123 obyvatel. V roce 1676 prodala Anna Benyková statky Janu Renardovi z Valmerodu. Nový držitel se stal hejtmanem boleslavského kraje. Panství horecké však prodal roce 1691 Františku Mikulášovi z Klíbersburku. Tímto svobodným pánem byl již příštího roku 1692 statek prodán Silvii Kateřině Šlikové z Holiče, rozené hraběnce z Vchynic. Po její smrti byl statek rozdělen mezi manžela Františka Josefa Šlika z Holiče a potomky, říšská hrabata ze Vchynic.
Po smrti hraběte Šlika v roce 1740 se Horecký statek stal vlastnictvím Františka Ferdinanda Vchyňského ze Vchynic. Ten po dvou letech zemřel a poručníkem jeho nezletilých dítek se stal Filip Josef Vchyňský. Ten s povolením králové Marie Terezie prodal statky své, včetně Velkých Horek, roku 1744 říšskému hraběti Františkovi Josefu Pachtovi z Rájova, čímž byly statky horecké s panstvím bezenským spojeny. Připojení k panství bezenskému drželo potomstvo rodu Pachtů až ke konci 19. století. Dne 1. května 1881 prošel prodejem velkostatek bezenský, ke kterému patřily dvory velkohorský, nemyslovický i rokytovský se vším příslušenstvím, z hrabat Pachtů z Rajova na předposledního císaře rakouského Františka Josefa. V roce 1890 žilo v Rokytovci 264 obyvatel. Rok 1918, rok nabytí československé samostatnosti, znamenal také převod jmění Habsburků do rukou národa a tak také dvůr rokytovský se stal majetkem státním. Pozůstatkem někdejší tvrze je patrně sklepení pod dominujícím špýcharem, nacházejícím se uprostřed obce. Budova široká 8,5 metru je 24,5 metru dlouhá, se starší částí v délce 17,5 metru.

## Obyvatelstvo
| Rok            | 1869 | 1880 | 1890 | 1900 | 1910 | 1921 | 1930 | 1950 | 1961 | 1970 | 1980 | 1991 | 2001 | 2011 | 2021 |
| -------------- | ---- | ---- | ---- | ---- | ---- | ---- | ---- | ---- | ---- | ---- | ---- | ---- | ---- | ---- | ---- |
| Počet obyvatel | 310  | 333  | 345  | 354  | 326  | 350  | 317  | 220  | 180  | 166  | 144  | 120  | 124  | 152  | 153  |
| Počet domů     | 47   | 47   | 47   | 50   | 52   | 51   | 56   | 57   | 51   | 47   | 42   | 60   | 59   | 62   | 65   |

## Obecní správa
V letech 1850–1890 k obci patřily Pětikozly.

### Územněsprávní začlenění
Dějiny územněsprávního začleňování zahrnují období od roku 1850 do současnosti. V chronologickém přehledu je uvedena územně administrativní příslušnost obce v roce, kdy ke změně došlo:
- 1850 země česká, kraj Jičín, politický i soudní okres Mladá Boleslav[9]
- 1855 země česká, kraj Mladá Boleslav, soudní okres Mladá Boleslav[9]
- 1868 země česká, politický i soudní okres Mladá Boleslav[9]
- 1939 země česká, Oberlandrat Jičín, politický i soudní okres Mladá Boleslav[10]
- 1942 země česká, Oberlandrat Praha, politický i soudní okres Mladá Boleslav[11]
- 1945 země česká, správní i soudní okres Mladá Boleslav[12]
- 1949 Pražský kraj, okres Mladá Boleslav[13]
- 1960 Středočeský kraj, okres Mladá Boleslav[14]
- k 1. lednu 1980 Středočeský kraj, okres Mladá Boleslav, obec Strenice[8]
- k 24. listopadu 1990 Středočeský kraj, okres Mladá Boleslav[8]

### Části obce
- Rokytovec
- Malé Horky

## Doprava
Silniční doprava
- Do obce vedou silnice III. třídy.

Železniční doprava
- Železniční trať ani stanice na území obce nejsou. Nejbližší železniční stanicí je Mladá Boleslav hlavní nádraží ve vzdálenosti 5 km ležící na křížení tratí 070 z Prahy do Turnova, 064 do Staré Paky, 076 do Mělníka a 071 do Nymburka.

Autobusová doprava
- V obci zastavovaly v pracovních dnech června 2011 příměstské autobusové linky Mladá Boleslav-Krásná Ves-Bělá pod Bezdězem,Březinka (5 spojů tam i zpět) a Mladá Boleslav-Bezno-Benátky nad Jizerou (2 spoje tam, 3 spoje zpět) (dopravce TRANSCENTRUM bus, s.r.o.).[15]